# Markvard III. Eppenštajnski
Markvard III. Eppenštajnski († pred 13. aprilom 1000) je bil od leta 970 mejni grof Koroške krajine na Muri . Bil je tudi grof Eppenštajnski, grof v Viehbachgau in v Dolini Murice (Mürztalu).

## Življenje
Bil je sin grofa Markvarda II. Viehbachskega.
Okoli leta 970 je prišlo do dvojne poroke: Markvard se je poročil s Hadamud/Hadamudis/Hadamuod, hčerko Adalberosa I. Ebersberškega; Markvardova sestra Riharda/Rihgard se je poročila z Udalrikom/Ulrikom, bratom Hadamude. Zaradi tega je bil Markvard tesno povezan s klanom Ebersberških, od katerih je bil že pod cesarjem Arnulfom Koroškim imenovan Ratold († 919), za koroškega mejnega grofa. 
V Paviji je darilni zapis iz leta 970, po katerem je cesar Oton I. imel v lasti posesti, ki se nahajajo v grofiji njegovega mejnega grofa Markvarda v Ostlandu, in sicer dvor blizu Uduleniduorja (slovansko: Doljni dvor; nemško: Nidrinhof, danes Frauental an der Laßnitz ) s 50 kraljevimi hubami po svobodni izbiri, ki mejijo na sosednji gozd Susil/ Sausal, mesto Zuib/Sulm/Stari trg (Altenmarkt) in tam ležeč kraj Lipnica/ Leibnitz, ki so bile podarjene salzburškemu nadškofu Frideriku I.

## Potomci
- Adalbero, † 1039, koroški vojvoda
- Eberhard, † po 1039, grof na Isarju
- Ernest
- Ulrik (?)

## Spletne povezave
- rodoslovje